# 39+1
39+1 es una serie de televisión española emitida por TV3. Está basada en el libro homónimo de la escritora Silvia Soler. La serie se estrenó en TV3 el 12 de mayo de 2014 con 476.000 espectadores y cerró su primera temporada con 394.000 espectadores y un 13,2% de share. De media consiguió 300.000 espectadores y un 10,4% de share, resultados discretos para la cadena autonómica.

## Argumento
Ília (Agnès Busquets) es una mujer trabajadora, casada y madre de tres hijos que está a punto de cumplir 40 años e intenta ser una superwoman. Quiere triunfar en el terreno profesional en la revista en la que trabaja junto a una de sus mejores amigas Vilma (Sílvia Abril). Además, también querrá criar a sus tres hijos, pasar tiempo con su marido Joan (Joan Carreras), y divertirse con sus amigas Vilma y Bet (Marta Torné).

## Reparto
- Sílvia Abril - Vilma Sorella
- Thaïs Blume - Paula Nardi
- Agnès Busquets - Ília
- Joan Carreras - Joan
- Francesc Colomer - Octavi
- Manel Dueso - Mumbrú
- Julio Manrique - Manel
- Xavi Mira - Gràcia
- Marta Torné - Bet
- Carla Schilt - Maria
- Mariona Schilt - Berta

## Episodios
| Episodio | Título                    | Director         | Fecha de estreno    |
| -------- | ------------------------- | ---------------- | ------------------- |
| 1        | Ília                      | Enric Folch      | 12 de mayo de 2014  |
| 2        | No n'hi ha per tant       | Enric Folch      | 19 de mayo de 2014  |
| 3        | L'aguiló ha de volar      | Abigail Schaaff  | 26 de mayo de 2014  |
| 4        | Mals imaginaris           | Abigail Schaaff  | 2 de junio de 2014  |
| 5        | Culpables                 | Enric Folch      | 9 de junio de 2014  |
| 6        | Professionals             | Ignasi Tarruella | 16 de junio de 2014 |
| 7        | Gates                     | Ignasi Tarruella | 30 de junio de 2014 |
| 8        | Només una copeta de vi    | Abigail Schaaff  | 7 de julio de 2014  |
| 9        | Afers clandestins         | Enric Folch      | 14 de julio de 2014 |
| 10       | En obres                  | Abigail Schaaff  | 21 de julio de 2014 |
| 11       | Entre l'espasa i la paret | Enric Folch      | 21 de julio de 2014 |
| 12       | Hem de parlar             | Abigail Schaaff  | 28 de julio de 2014 |
| 13       | 40                        | Enric Folch      | 28 de julio de 2014 |